# Georgi Vălkovitj

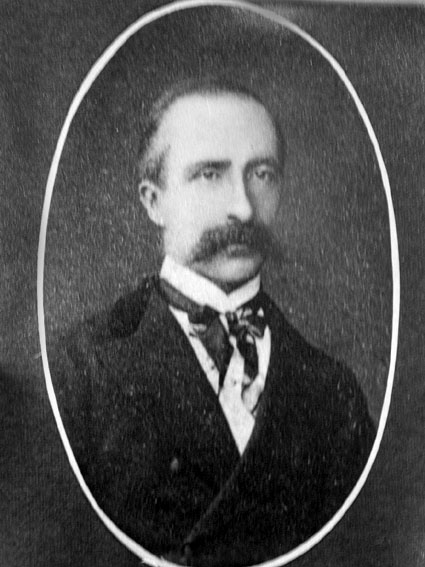
Georgi Vălkovitj

Georgi Vălkovitj Tjalăkov (Георги Вълкович Чалъков), född 1833 i Edirne, död 26 februari 1892 i Konstantinopel (mördad), var en bulgarisk politiker.
Vălkovitj var ursprungligen läkare i Osmanska rikets här, anslöt sig efter furstendömet Bulgariens bildande till det konservativa partiet och blev direktör för Östrumelien och 1881 utrikesminister, men tog avsked på grund av misshälligheter med den ryske generalen Leonid Sobolev. Efter furst Alexanders abdikering (1886) utnämndes Vălkovitj av Stefan Stambolov till diplomatisk representant i Konstantinopel, där han mördades av två makedoniska bulgarer, bröderna Tiufektjiev, som dömdes till döden.